# La Charmée
La Charmée est une commune française située dans le département de Saône-et-Loire, en région Bourgogne-Franche-Comté.

## Géographie
La Charmée est située à quelques kilomètres au sud-ouest de Chalon-sur-Saône.

### Géologie et relief
La commune se situe au cœur de la plaine chalonnaise. Le village est compris entre la vaste forêt de la Ferté, qui occupe la moitié est de la commune et la forêt de Givry, qui déborde au nord-ouest.

### Climat
Pour des articles plus généraux, voir Climat de la Bourgogne-Franche-Comté et Climat de Saône-et-Loire.
En 2010, le climat de la commune est de type climat océanique dégradé des plaines du Centre et du Nord, selon une étude du Centre national de la recherche scientifique s'appuyant sur une série de données couvrant la période 1971-2000. En 2020, Météo-France publie une typologie des climats de la France métropolitaine dans laquelle la commune est dans une zone de transition entre le climat océanique altéré et le climat océanique altéré et est dans la région climatique Bourgogne, vallée de la Saône, caractérisée par un bon ensoleillement (1 900 h/an), un été chaud (18,5 °C), un air sec au printemps et en été et des vents faibles.
Pour la période 1971-2000, la température annuelle moyenne est de 11,1 °C, avec une amplitude thermique annuelle de 17,7 °C. Le cumul annuel moyen de précipitations est de 853 mm, avec 11,4 jours de précipitations en janvier et 7,3 jours en juillet. Pour la période 1991-2020, la température moyenne annuelle observée sur la station météorologique de Météo-France la plus proche, « Saint-Marcel », sur la commune de Saint-Marcel à 10 km à vol d'oiseau, est de 12,3 °C et le cumul annuel moyen de précipitations est de 818,4 mm. 
La température maximale relevée sur cette station est de 41,8 °C, atteinte le 12 août 2003 ; la température minimale est de −20 °C, atteinte le 16 janvier 1985,,.
Les paramètres climatiques de la commune ont été estimés pour le milieu du siècle (2041-2070) selon différents scénarios d'émission de gaz à effet de serre à partir des nouvelles projections climatiques de référence DRIAS-2020. Ils sont consultables sur un site dédié publié par Météo-France en novembre 2022.

## Urbanisme

### Typologie
Au 1er janvier 2024, La Charmée est catégorisée commune rurale à habitat dispersé, selon la nouvelle grille communale de densité à sept niveaux définie par l'Insee en 2022.
Elle est située hors unité urbaine. Par ailleurs la commune fait partie de l'aire d'attraction de Chalon-sur-Saône, dont elle est une commune de la couronne,. Cette aire, qui regroupe 109 communes, est catégorisée dans les aires de 50 000 à moins de 200 000 habitants,.

### Occupation des sols
L'occupation des sols de la commune, telle qu'elle ressort de la base de données européenne d’occupation biophysique des sols Corine Land Cover (CLC), est marquée par l'importance des territoires agricoles (47,5 % en 2018), en diminution par rapport à 1990 (49 %). La répartition détaillée en 2018 est la suivante : forêts (46 %), terres arables (26,9 %), zones agricoles hétérogènes (17,3 %), zones urbanisées (6,5 %), prairies (3,2 %). L'évolution de l’occupation des sols de la commune et de ses infrastructures peut être observée sur les différentes représentations cartographiques du territoire : la carte de Cassini (XVIIIe siècle), la carte d'état-major (1820-1866) et les cartes ou photos aériennes de l'IGN pour la période actuelle (1950 à aujourd'hui).

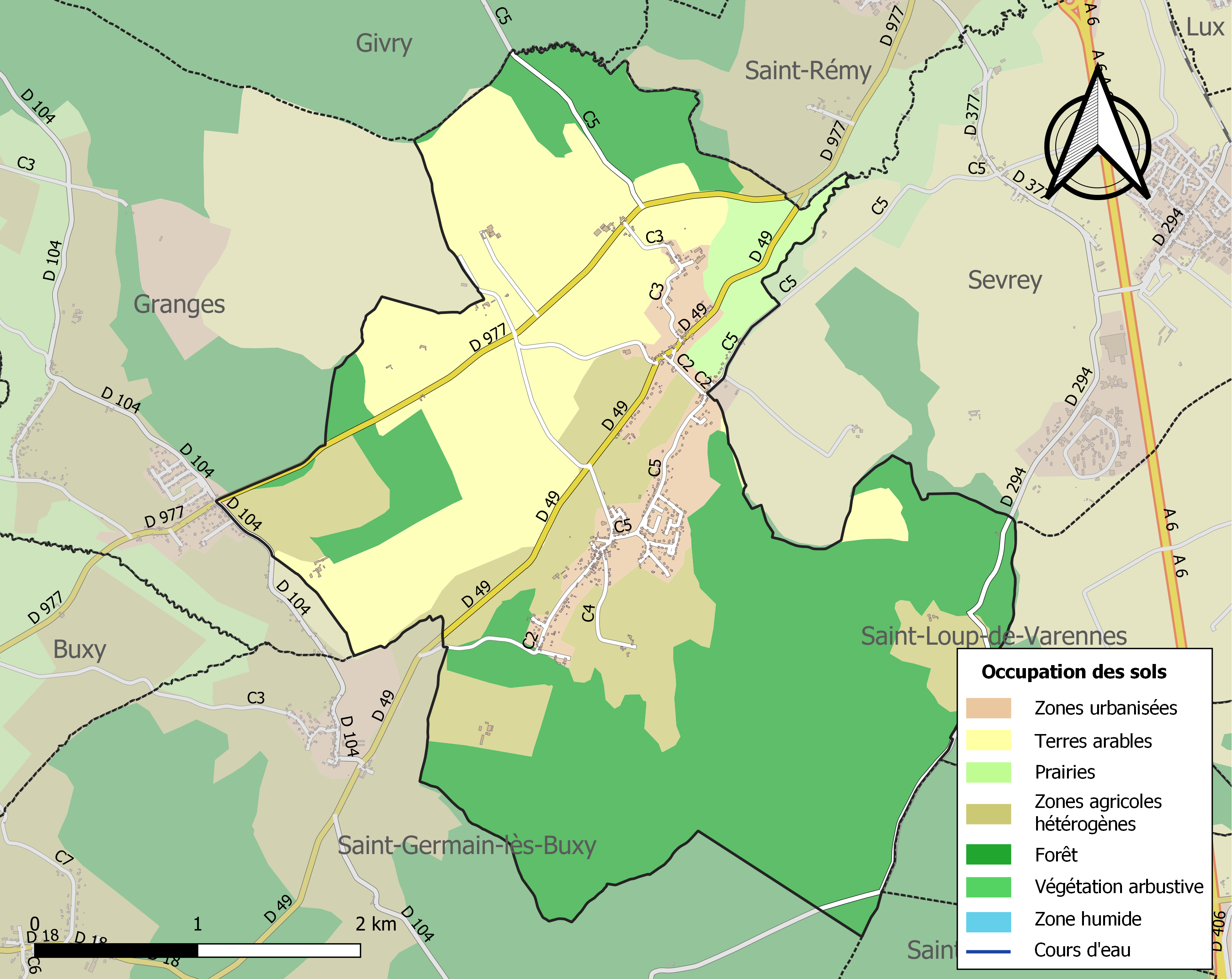
Carte des infrastructures et de l'occupation des sols de la commune en 2018 (CLC).

## Histoire
La Charmée est un vieux village. On estime qu'il date du Moyen Âge, époque à laquelle il y avait beaucoup d'étangs et s'érigeait une fortification où se trouve maintenant la rue de la Citadelle.

## Politique et administration

### Listes des maires
| Période                                  | Période   | Identité        | Étiquette | Qualité |
| ---------------------------------------- | --------- | --------------- | --------- | ------- |
| ?                                        | juin 1995 | Fernand Brochot |           |         |
| juin 1995                                | mars 2014 | Gérard Lardy    |           |         |
| mars 2014                                | en cours  | Vincent Obled   |           |         |
| Les données manquantes sont à compléter. |           |                 |           |         |

### Canton et intercommunalité
La commune fait partie du Grand Chalon.

## Population et société

### Démographie

#### Évolution démographique
L'évolution du nombre d'habitants est connue à travers les recensements de la population effectués dans la commune depuis 1793. Pour les communes de moins de 10 000 habitants, une enquête de recensement portant sur toute la population est réalisée tous les cinq ans, les populations de référence des années intermédiaires étant quant à elles estimées par interpolation ou extrapolation. Pour la commune, le premier recensement exhaustif entrant dans le cadre du nouveau dispositif a été réalisé en 2004.

En 2022, la commune comptait 680 habitants, en évolution de −2,58 % par rapport à 2016 (Saône-et-Loire : −1,06 %, France hors Mayotte : +2,11 %).
| 1793 | 1800 | 1806 | 1821 | 1831 | 1836 | 1841 | 1846 | 1851 |
| ---- | ---- | ---- | ---- | ---- | ---- | ---- | ---- | ---- |
| 260  | 286  | 276  | 252  | 482  | 492  | 540  | 604  | 588  |

| 1856 | 1861 | 1866 | 1872 | 1876 | 1881 | 1886 | 1891 | 1896 |
| ---- | ---- | ---- | ---- | ---- | ---- | ---- | ---- | ---- |
| 567  | 575  | 545  | 526  | 507  | 502  | 507  | 450  | 475  |

| 1901 | 1906 | 1911 | 1921 | 1926 | 1931 | 1936 | 1946 | 1954 |
| ---- | ---- | ---- | ---- | ---- | ---- | ---- | ---- | ---- |
| 443  | 422  | 405  | 355  | 357  | 348  | 312  | 297  | 325  |

| 1962 | 1968 | 1975 | 1982 | 1990 | 1999 | 2004 | 2006 | 2009 |
| ---- | ---- | ---- | ---- | ---- | ---- | ---- | ---- | ---- |
| 290  | 266  | 324  | 529  | 604  | 570  | 658  | 658  | 686  |

| 2014 | 2019 | 2022 | - | - | - | - | - | - |
| ---- | ---- | ---- | - | - | - | - | - | - |
| 692  | 688  | 680  | - | - | - | - | - | - |

### Cultes
La Charmée fait partie de la paroisse du Bon Samaritain qui compte huit communes, dont le centre est Saint-Rémy, soit environ 21 000 habitants.

## Culture locale et patrimoine

### Lieux et monuments
- L’église, dédiée à saint Odilon, qui fut reconstruite entre 1818 et 1824. De 1983 à 1993, elle a été entièrement restaurée intérieurement par les habitants du village, organisés en association de sauvegarde (fondée le 16 mai 1983). Cette restauration a mis au jour quelques éléments cachés par un enduit antérieur, comme une meurtrière près de la deuxième fenêtre à gauche et une niche gothique en face à droite[20].
- À droite de l'église : une croix dont le fût est orné d'un écusson nu porte un christ expressif.
- Dans la forêt, en direction de l'ancienne abbaye de La Ferté (première fille de Citeaux) : plusieurs bornes anciennes.
- Un lieudit dans le village s’appelle le Petit Cluny.
- Plusieurs lavoirs des XIXe et XXe siècles, dont celui de la Citadelle (restauré).

### Personnalités liées à la commune
- François Robert (La Charmée (Saône-et-Loire), 3 mars 1737 - Heiligenstadt (Thuringe) 5 mai 1819), géographe, député de la Côte-d'Or au Conseil des Cinq-Cents.

## Pour approfondir